# Domenico Cachia

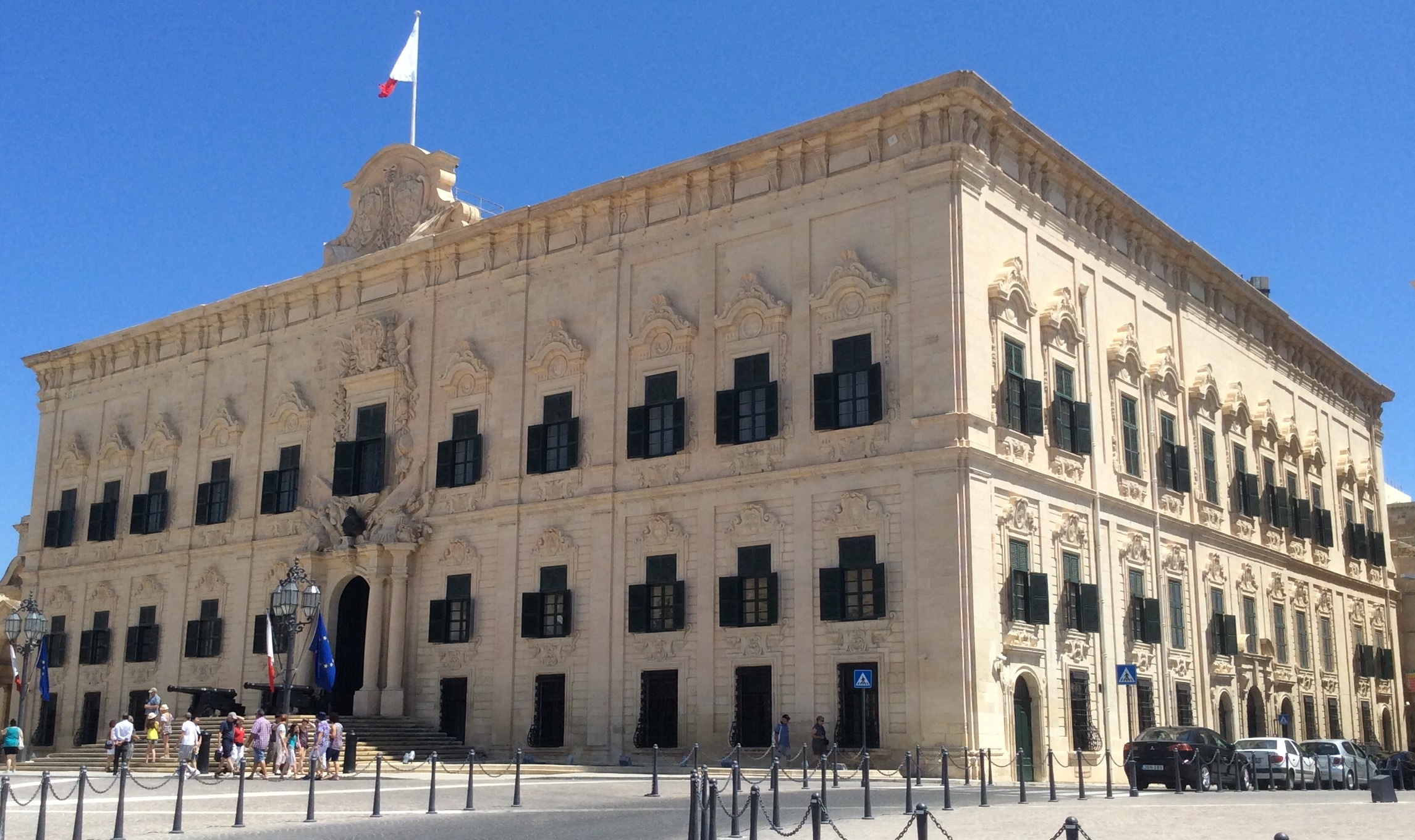
Zajazd Kastylijski, którego budowa była nadzorowana przez Cachię

Domenico Cachia (malt. Duminku Cachia, ur. ok. 1690, zm. 1761) – był to maltański capomastro (mistrz budowniczy), który był zaangażowany w budowę kilku znaczących budynków, w tym Zajazdu Kastylijskiego w Valletcie i bazyliki św. Heleny w Birkirkarze.

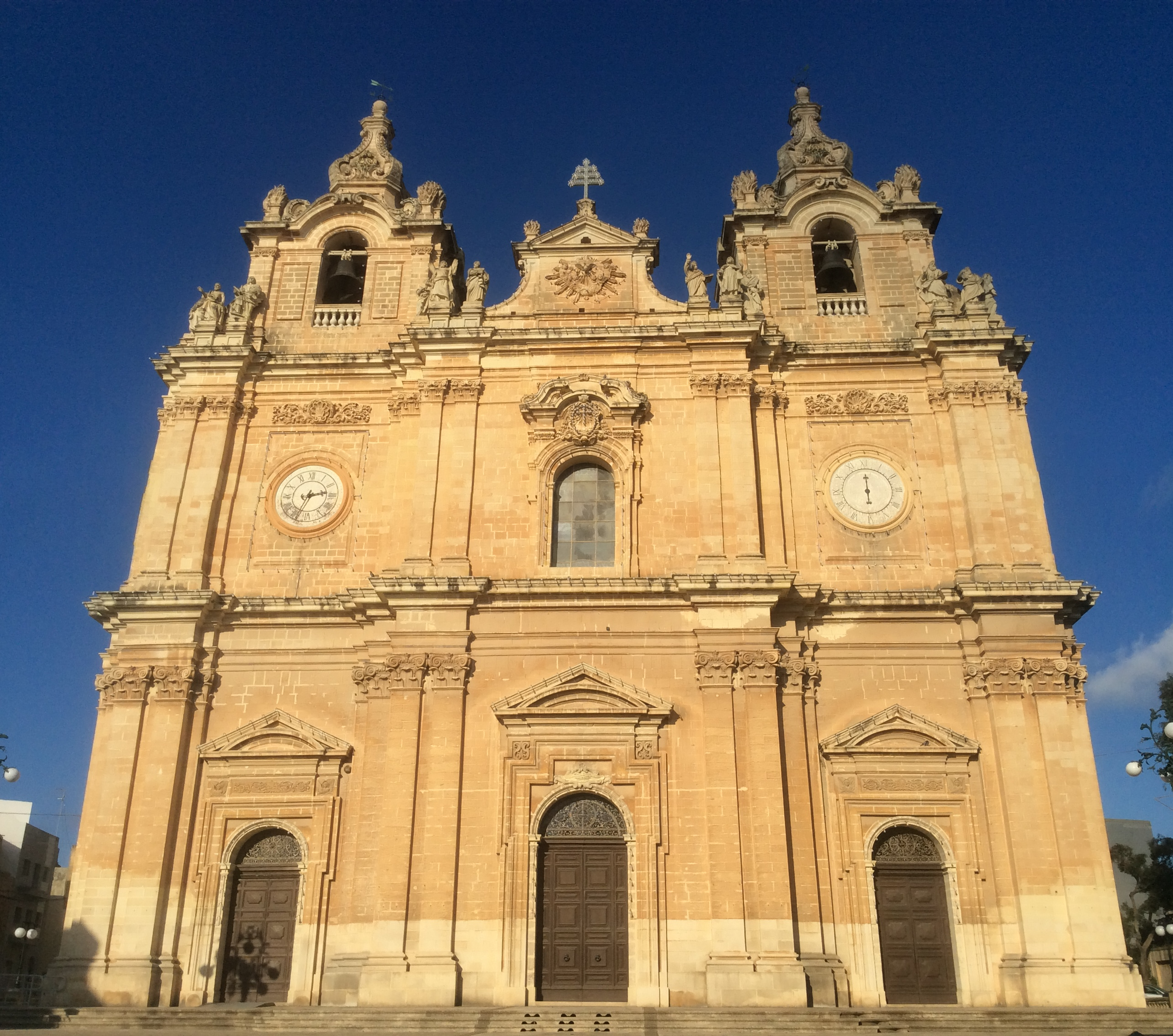
Bazylika św. Heleny w Birkirkara, przypisywana Cachii

Nie jest jasne, czy była to ta sama osoba, co Gio Domenico Cachia, architekt, ojciec Antonio Cachii.
Domenico Cachia był zaangażowany w 1741 w rozbiórkę oryginalnej Auberge de Castille Girolamo Cassara, a następnie budowę nowego zajazdu do projektu Andrei Belliego. Był „capomastro” Fundacji Manoela od 1745 do 1761.
Czasem Cachii przypisywany jest projekt bazyliki św. Heleny w Birkirkarze (1740), Selmun Palace w Mellieħa (data nieznana) oraz kościoła św. Augustyna w Valletcie (1765–94), lecz nie istnieje żadna pisana dokumentacja potwierdzająca jego udział.